# 政府間海洋學委員會
政府間海洋學委員會按聯合國教科文組織大會第2.31條而成立。
第一次會議在1961年10月27日於巴黎的联合国教育科学文化组织總部舉行。共有40個國家成為委員會的創始成員國。
至2004年委員會一共有129個成員國，設有會員大會，執行理事會和秘書處。秘書處設在法國巴黎。此外，委員會亦設有一些附屬機構。
國際太平洋地區海嘯預警系統協調小組。

## 歷史
40個成立會員國分別是：阿根廷，澳大利亞，比利時，巴西，加拿大，智利，中國，古巴，丹麥，多米尼加共和國，厄瓜多爾，芬蘭，德意志聯邦共和國，法國，加納，印度，以色列，意大利，象牙海岸，日本，韓國，墨西哥，毛里塔尼亞，摩納哥，摩洛哥，荷蘭，挪威，巴基斯坦，波蘭，羅馬尼亞，西班牙，瑞士，泰國，突尼斯，蘇維埃社會主義共和國聯盟，阿拉伯聯合共和國，聯合王國，美利堅合眾國，烏拉圭，越南。

## 外部連結
- 關於政府間海洋學委員會 （页面存档备份，存于）